# گاوریلو پرنسیپ
گاوریلو پرنسیپ (سیریلیک صربی: Гаврило Принцип، تلفظ [ɡǎʋrilo prǐntsip]; ۲۵ ژوئیه ۱۸۹۴ – ۲۸ آوریل ۱۹۱۸) یک ملی‌گرای اهل صرب و مردی بود که آرشیدوک فرانتس فردیناند و همسرش، دوشس هوهنبرگ، را در ۲۸ ژوئن ۱۹۱۴ میلادی در سارایوو ترور کرد. گاوریلو پرنسیپ سعی کرد خودکشی کند اما موفق نشد و او و همدستانش دستگیر شدند. او در دادگاه به بیست سال زندان محکوم شد اما سه سال و ده ماه بعد در اثر بیماری سل ناشی از شرایط بد زندان درگذشت.
ضرب‌الاجل ماه ژوئیه امپراتوری اتریش-مجارستان به صربستان و وقایع در پی آن، عاقبت به جنگ جهانی اول انجامید.

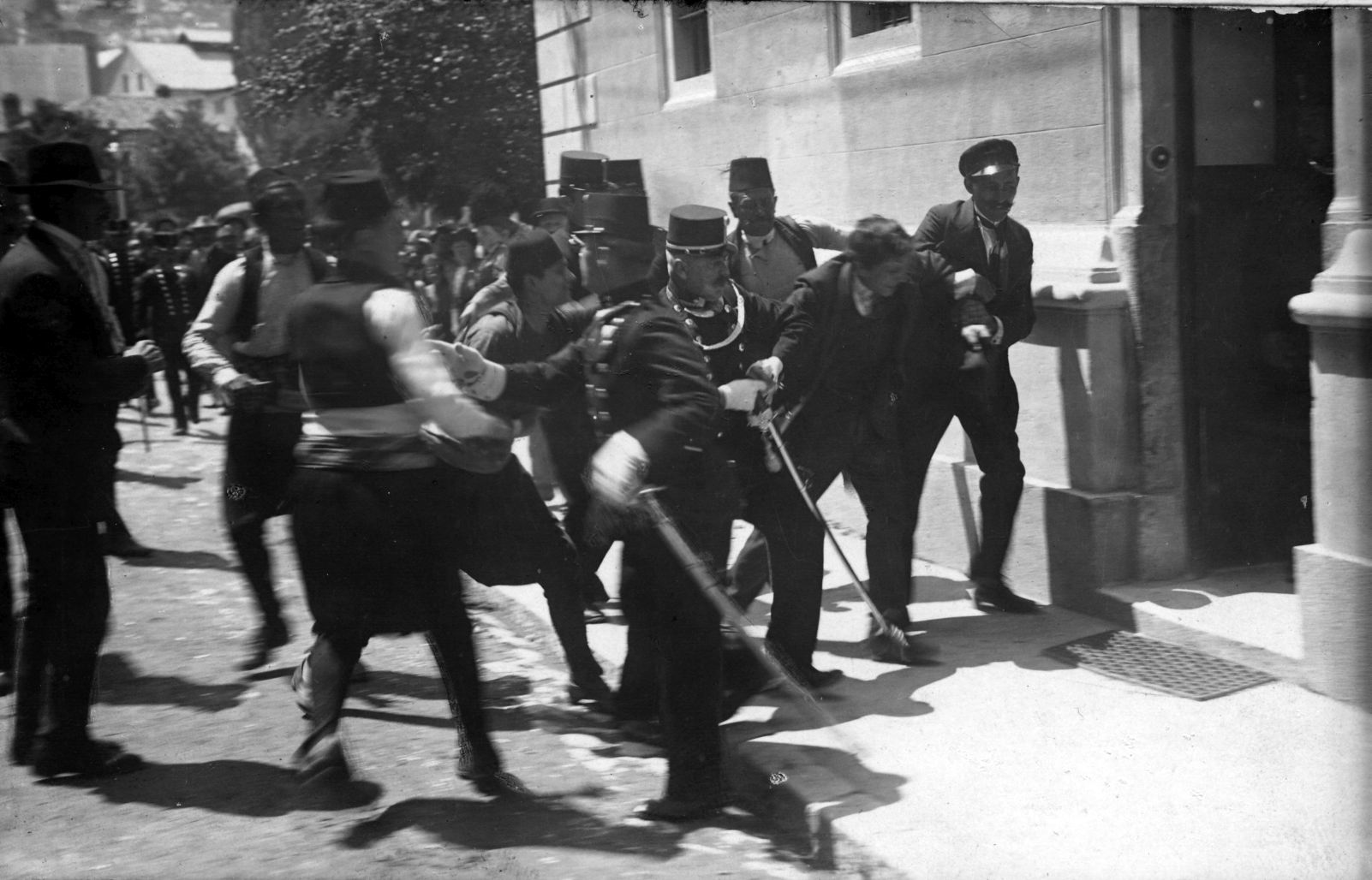
دستگیری وی